# ヴァルター・ヘーヴェル

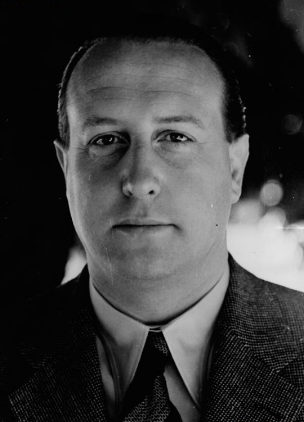
ヴァルター・ヘーヴェル（1940年）

ヴァルター・ヘーヴェル（Walther Hewel、1904年1月2日‐1945年5月2日）は、ナチス・ドイツの外交官。親衛隊としての最終階級は親衛隊名誉少将。アドルフ・ヒトラーの側近の一人として知られる。

## 経歴
1904年、ケルンでカカオ加工工場を経営する一家に一人息子として生まれる（生年月日については3月25日とする説もある）。1923年にミュンヘン工科大学に入学。同年11月9日にヒトラーが起こしたミュンヘン一揆に突撃隊の旗手として参加、逮捕される。国家反逆幇助罪で執行猶予付きの禁固15ヶ月、罰金30金マルクの判決を受ける。
1924年に執行猶予が取り消され、ランツベルク刑務所にヒトラーらとともに収監される。1924年12月、特赦により出所。出所後はハンブルクの貿易商社で働き、また1年間イギリスに語学留学する。1926年にイギリスのプランテーション企業に就職し、オランダ領東インドに渡る。
1933年にナチス入党。1935年、同党バンドン支部長。1936年、4ヶ月の東アジア旅行ののちドイツに帰国、ナチス外国組織部極東局のオランダ領東インド課長となった。
1937年には、スペインでヴィルヘルム・カナリス提督の国防軍情報部（アプヴェーア）に勤務していた可能性が指摘されている。
1938年2月、外務大臣ヨアヒム・フォン・リッベントロップの首席個人補佐官となる。同年6月、一等書記官。同年、外務省の総統官邸常駐連絡官になる。外交官として1939年3月のヒトラーとチェコスロヴァキアのエミール・ハーハ大統領の会見をセッティングしている。

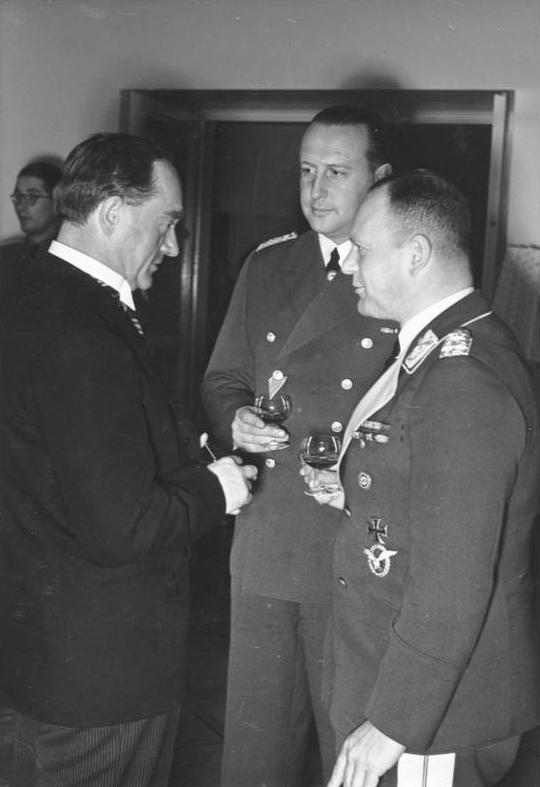
南アフリカの国防相ピロウ（左）およびエアハルト・ミルヒ（右）と談笑するヘーヴェル（中央、1938年11月）

1939年4月に公使館付参事官、翌年9月に特命全権公使、一方で1937年に親衛隊名誉少佐、1942年には親衛隊名誉少将にまで出世した。
1940年に総統付外務大臣常駐代表としてリッベントロップの連絡官としてヒトラーの身辺にあり、その知遇を得た。1943年には次官級の特命大使に任命される。しかし、公人としてはヒトラーの中堅幹部の1人にとどまり、彼や政府高官らが行った政治、外交上の重要な意思判断に関与した形跡は見つかっていない。その一方で、周囲の人々からは有能ではないが、聞き上手で温厚な好人物と評され、最後までヒトラーの個人的信頼を得ていた数少ない人物であった。彼に対してヒトラーが不機嫌になったのは、フリッツ・トート軍需相の娘との結婚を拒んだ時のみであったという（1944年に別の女性と結婚）。もっとも他人の目に触れることを考慮してか日記をインドネシア語で記すなど、内心は複雑なものがあったことがうかがえる。
第二次世界大戦末期のベルリン攻防戦中の1945年4月30日、総統地下壕でヒトラーが自殺すると、ヘーヴェルはベルリン官庁街防衛司令官ヴィルヘルム・モーンケや親衛隊医官エルンスト＝ギュンター・シェンクらと共にその場から脱出したが、5月2日に赤軍の捕虜となることを拒んで自殺した。彼を信頼していたヒトラーは、自らの青酸カリ入りカプセルをヘーヴェルに与えており、また彼自身も「ボリシェヴィキの捕虜となって機密を自白することはない」と誓っていたためであるという。

## 栄典

### 外国勲章
- 1942年9月26日 - 勲二等瑞宝章[1]